# 李冠兴
李冠兴（1940年1月14日—2020年12月1日），上海人，核材料专家，中国工程院院士。

## 履历
- 1956年至1962年，在清华大学工程物理系读书。
- 1962年至1966年底，在清华大学师从李恒德院士攻读研究生。[2]
- 1982年至1984年，公派美国俄亥俄州立大学冶金工程系访问学者。
- 1999年，当选中国工程院院士。
- 2003年，主持建成了中国第一条重水堆核电燃料元件生产线，为秦山三期重水堆（CANDU-6）核电站提供了国产化的燃料元件。
- 2020年12月1日，李冠兴在北京市因病逝世。[3]